# Cihuni (Pasawahan)
Cihuni is een bestuurslaag in het regentschap Purwakarta van de provincie West-Java, Indonesië. Cihuni telt 3238 inwoners (volkstelling 2010).